# Pedro Leopoldo Carrera
Pedro Leopoldo Carrera   (Tres Arroyos, 19 de juny de 1914 - Buenos Aires, 2 de setembre de 1963) fou un jugador argentí de billar de la dècada de 1950.
Ha estat cinc cops campió del món en les modalitats de tres bandes, pentatló, lliure i quadre.

## Palmarès
Font:
- Campionat del Món de billar a tres bandes:  1952  1953
- Campionat del Món de billar pentatló:  1954
- Campionat del Món de billar de carambola lliure:  1950, 1953
- Campionat del Món de billar de carambola quadre 47/2:  1951  1947
- Campionat Pan-americà de billar a tres bandes:  1950
- Campionat Pan-americà de billar de carambola quadre 47/2:  1 cop
- Campionat Pan-americà de billar de carambola quadre 71/2:  1 cop
- Campionat Pan-americà de billar de carambola lliure:  1 cop
- Campionat de l'Argentina de billar:  20 cops campió en diverses modalitats